# Pavel Janák
Pavel Janák (Karlín, 12 de marzo de 1882-Dejvice, 1 de agosto de 1956) fue un arquitecto, urbanista, diseñador y teórico de la arquitectura checo. Evolucionó del cubismo al racionalismo. 

## Trayectoria
Estudió en la Academia de Bellas Artes de Viena (1906-1908), donde fue discípulo de Otto Wagner. Entre 1907 y 1909 trabajó en el estudio de Jan Kotěra. Sus primeras obras muestran la influencia de la Sezession vienesa, especialmente de Josef Hoffmann. En 1911 se unió al Grupo de Artistas Plásticos (Skupina Výtvarných Umělců) y comenzó a trabajar en estilo cubista, como se denota en la villa Jakubec en Jičín (1911-1912) y la villa Drechsel en Pelhřimov (1912-1913). Entre 1911 y 1914 publicó diversos ensayos en la revista Umělecký měsíčník (Mensual artístico), en los que expuso una teoría expresionista de la arquitectura cubista, que veía como una lucha espiritual con la materia inerte.
Tras la Primera Guerra Mundial y la independencia de Checoslovaquia inició con Josef Gočár la búsqueda de un estilo arquitectónico nacional checo, que se plasmó en el llamado «rondocubismo», que incorpora formas redondeadas y multicolores procedentes de la decoración vernácula bohemio-morava, como evidencia en el crematorio de Pardubice (1921-1923) y el palacio Adria en Praga (1922-1925, con Josef Zasche).
Desde mediados de los años 1920 fue evolucionando hacia el racionalismo de moda en el contexto internacional, como se aprecia en el edificio Škoda (1924-1926), el conjunto de casas de las calles Lomená, Cokrovarnická y Na Ořechovce en Praga (1923-1924), la terminal de Mariánské Lázně (1928-1930), el Hotel Juliš en Praga (1931-1933) y la sala de reuniones evangélica Husův sbor en Praga (1931-1933).
En 1932 se encargó de la planificación general de la exposición Werkbundsiedlung celebrada en el barrio de Baba en Praga, donde se construyeron diversas viviendas diseñadas por dieciocho arquitectos, todos checos excepto el neerlandés Mart Stam. Janák fue el artífice de tres casas: la villa Dovolil (1932), la villa Janák (1931-1932) y la villa Linda (1933-1934).
En los últimos años de su carrera se dedicó especialmente a la reconstrucción de monumentos en Praga, como la sala de baile del castillo de Praga (1948-1950) y el pabellón Hvězda (1948-1952).

## Galería

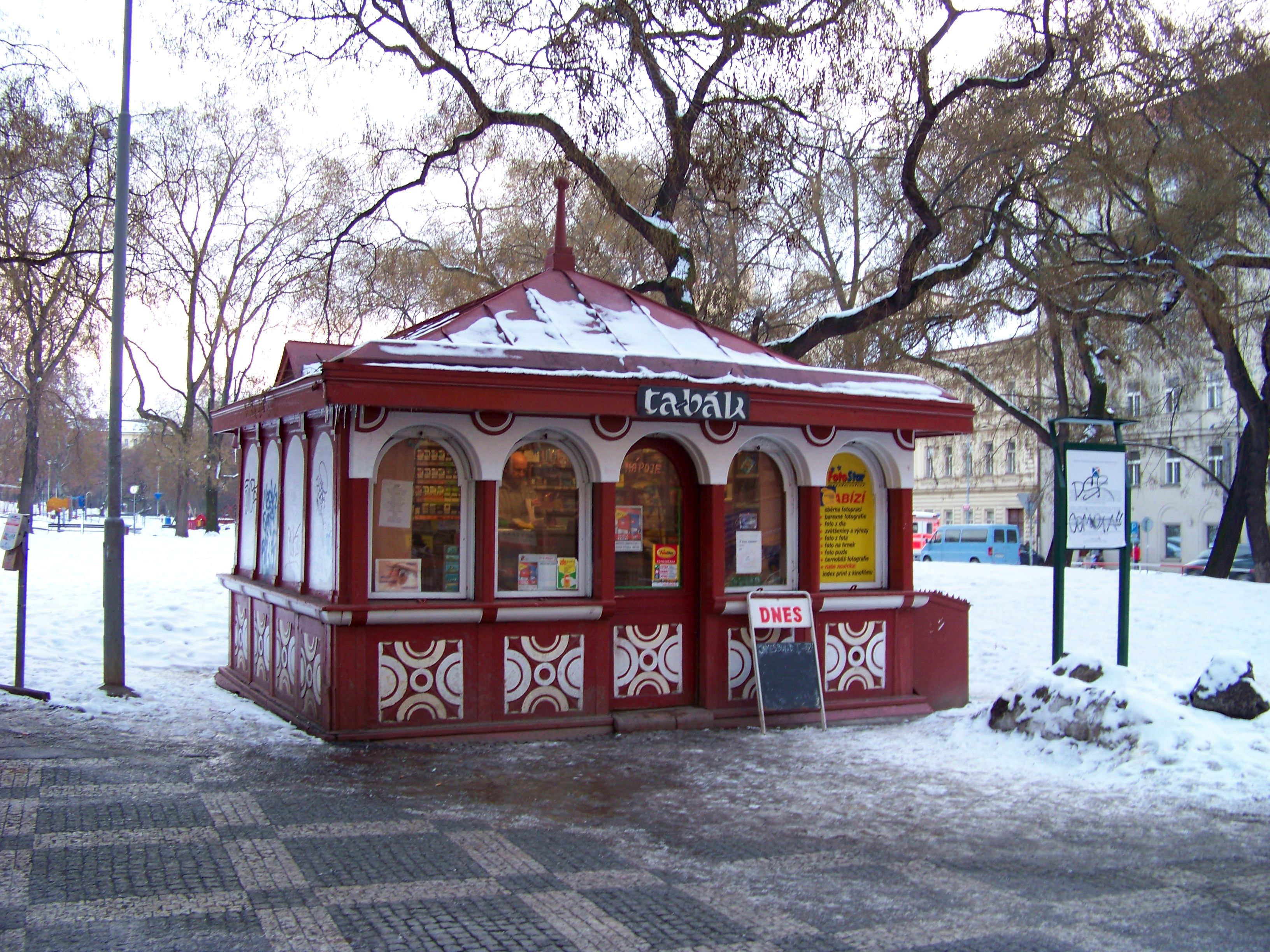
Quiosco cubista, Praga
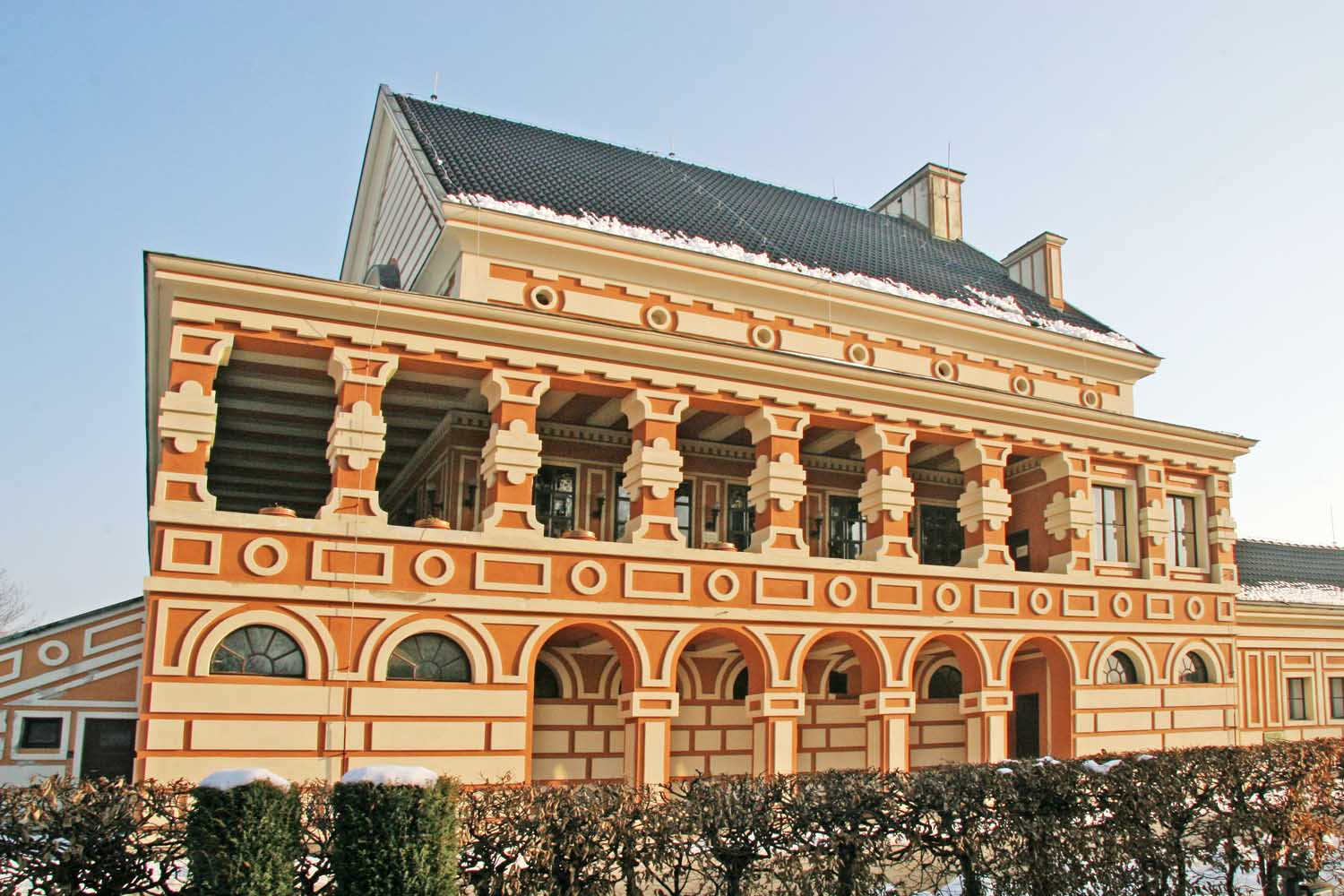
Crematorio de Pardubice (1921-1923)
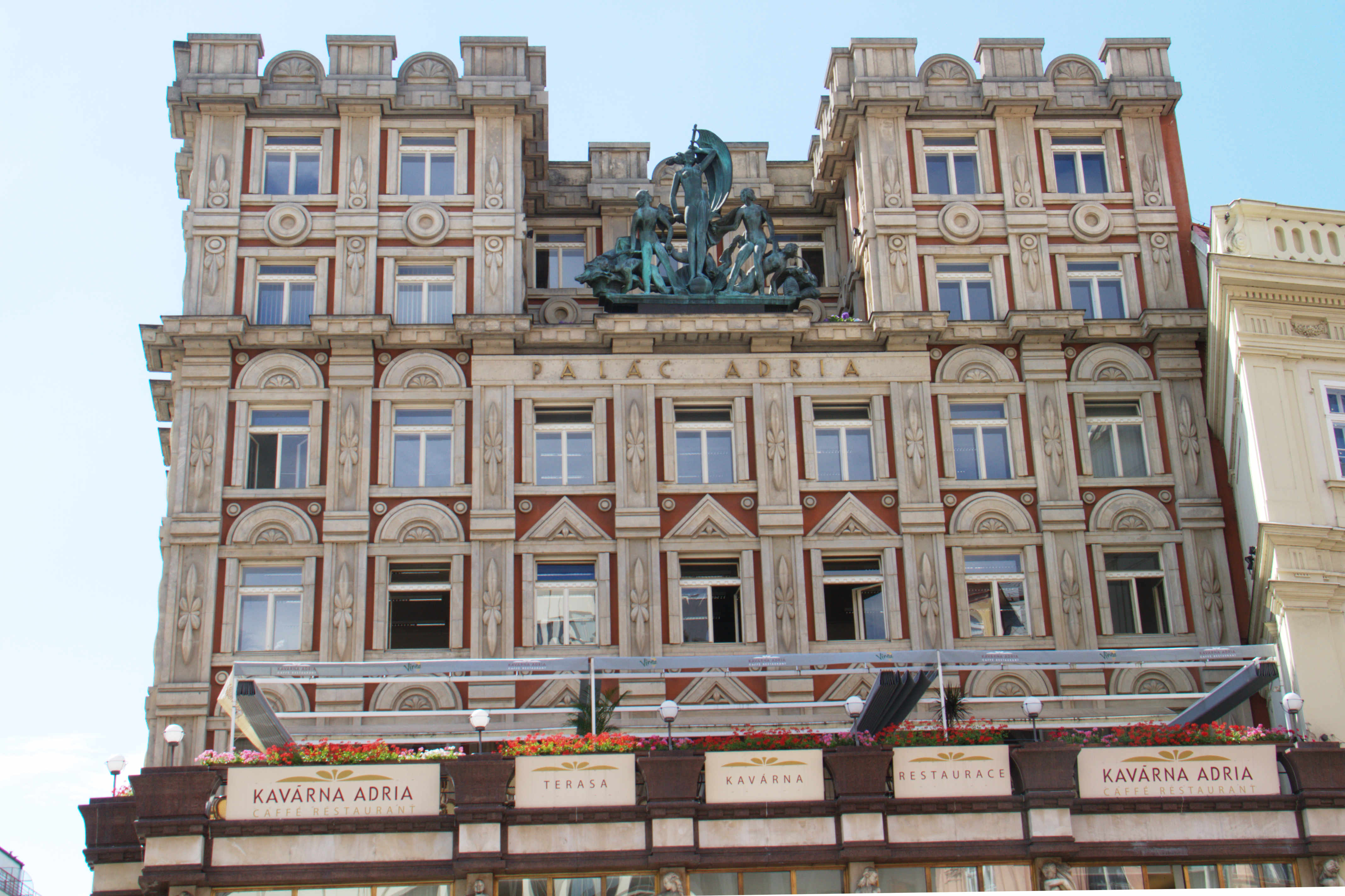
Palacio Adria (1922-1925), Praga
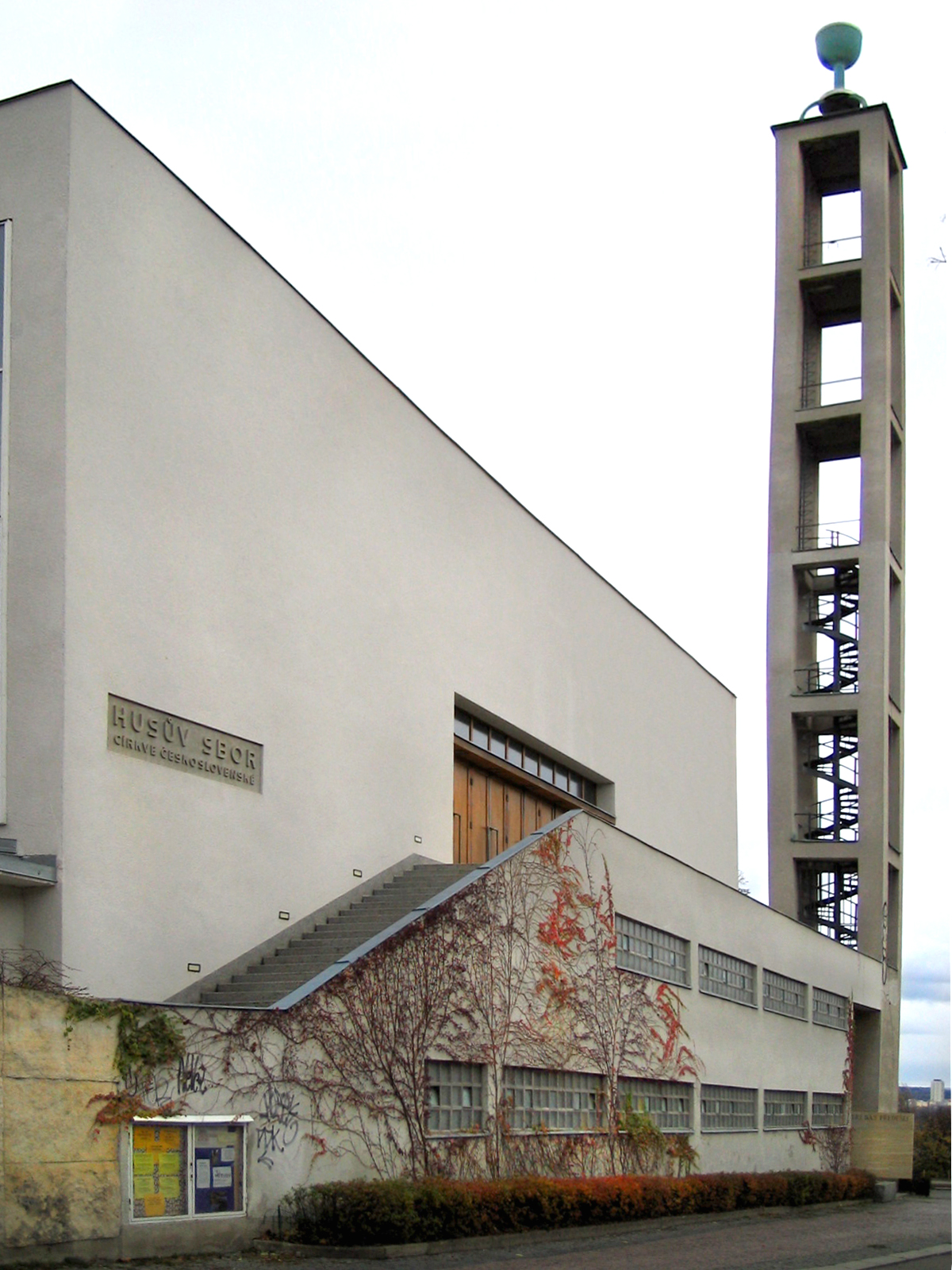
Sala de reuniones evangélica Husův sbor, Praga (1931-1933)
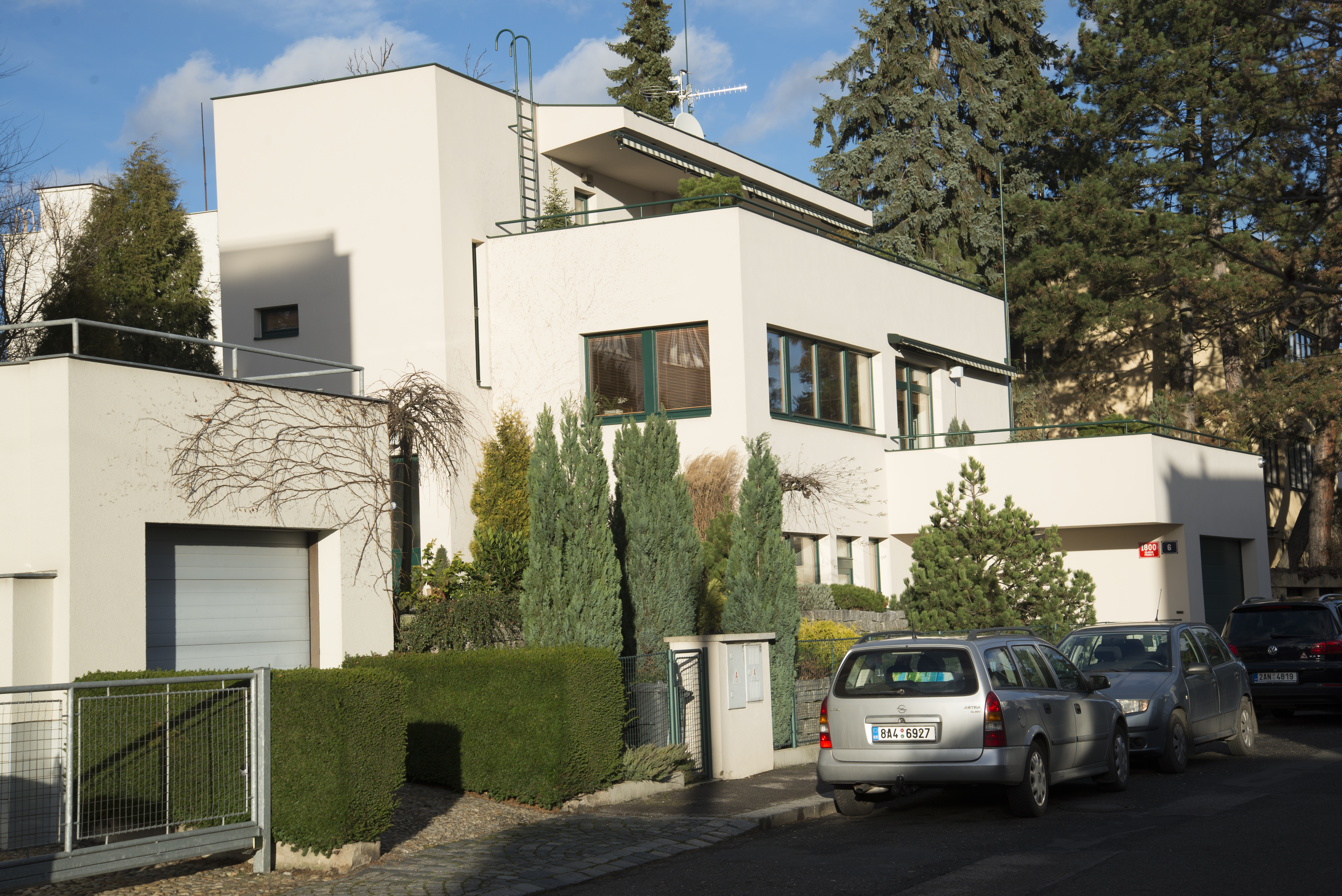
Villa Linda (1933-1934), Praga